# هانس هرلین
هانس هرلین (زادهٔ ۲۴ دسامبر ۱۹۲۵ در اشتات‌لون – درگذشت ۲۰ دسامبر ۱۹۹۵ در اوتن) رمان‌نویس آلمانی بود. کتاب‌های او در بیش از ۱۸ کشور منتشر شده است. هرلین در ۲۰ دسامبر ۱۹۹۴ دچار حمله قلبی شد و در سن ۶۸ سالگی در خانه‌اش در اوتن (جنوب فرانسه) درگذشت. از کتاب های او که به پارسی برگردان شده است، می توان به کتاب آلبوم خاطرات اشاره کرد.